# Port lotniczy Akra
Port lotniczy Akra (IATA: ACC, ICAO: DGAA) – międzynarodowy port lotniczy położony w pobliżu Akry. Jest największym portem lotniczym w Ghanie. W 2006 obsłużył 1 mln pasażerów. Lotnisko jest obsługiwane przez Ghana Airports Company Limited (GACL), która posiada swoje biura na terenie lotniska. GACL powstała w wyniku rozdzielenia istniejącego Ghana Civil Aviation Authority (GCAA), zgodnie z trendami w transporcie lotniczym.
Firma lotniska zostało zarejestrowana w styczniu 2006 r., rozpoczęła działalność od 1 stycznia 2007 i odpowiada za planowanie, rozwój, zarządzanie i utrzymanie wszystkich portów lotniczych i lotnisk Ghany: Port lotniczy Akra (KIKI), regionalne porty lotnicze w Kumasi, Tamale, Sunyani oraz lądowiska.
Port lotniczy Akra służy jako centrum lotnictwa dla podregionu Afryki Zachodniej. W 2010 r. lotnisko obsłużyło 1,6 mln pasażerów. Służy jako węzeł dla krajowych operatorów: CTK – CiTylinK, Starbow Airlines i Air Antrak.

## Linie lotnicze i połączenia
| Linia Lotnicza        | Kierunek                                           |
| --------------------- | -------------------------------------------------- |
| Africa World Airlines | 1. Abudża 2. Kumasi 3. Lagos 4. Takoradi 5. Tamale |
| Air Burkina           | 1. Abidżan 2. Wagadugu                             |
| Air Côte d'Ivoire     | 1. Abidżan                                         |
| Air France            | 1. Paryż-Charles de Gaulle                         |
| Air Peace             | 1. Lagos 2. Monrovia                               |
| ASKY Airlines         | 1. Bandżul 2. Freetown 3. Lomé 4. Monrovia         |
| British Airways       | 1. Londyn-Gatwick 2. Londyn-Heathrow               |
| Brussels Airlines     | 1. Bruksela                                        |
| Delta Air Lines       | 1. Nowy-Jork-JFK                                   |
| EgyptAir              | 1. Kair                                            |
| Emirates              | 1. Abidżan 2. Dubaj                                |
| Ethiopian Airlines    | 1. Addis Abeba                                     |
| Gianair               | 1. Obuasi                                          |
| Ibom Air              | 1. Lagos                                           |
| ITA Airways           | 1. Rzym-Fiumicino (od 5 czerwca 2024)              |
| Kenya Airways         | 1. Dakar-Diass 2. Freetown 3. Monrovia 4. Nairobi  |
| KLM                   | 1. Amsterdam                                       |
| Middle East Airlines  | 1. Bejrut                                          |
| Passion Air           | 1. Kumasi 2. Sunyani 3. Takoradi 4. Tamale 5. Wa   |
| Qatar Airways         | 1. Abidżan 2. Doha                                 |
| Royal Air Maroc       | 1. Casablanca                                      |
| RwandAir              | 1. Kigali                                          |
| South African Airways | 1. Abidżan 2. Johannesburg                         |
| TAP Portugal          | 1. Lizbona 2. São Tomé                             |
| Turkish Airlines      | 1. Stambuł                                         |
| United Airlines       | 1. Waszyngton-Dulles                               |

### Cargo
| Linia Lotnicza           | Kierunek                                        |
| ------------------------ | ----------------------------------------------- |
| Cargolux                 | 1. Luksemburg                                   |
| DHL Aviation             | 1. Abidżan 2. Lagos                             |
| Emirates SkyCargo        | 1. Dubaj-Al Maktoum                             |
| Ethiopian Airlines Cargo | 1. Addis Abeba 2. Lagos 3. Liège                |
| Qatar Airways Cargo      | 1. Bruksela 2. Doha 3. Lagos 4. Londyn-Stansted |
| Air Ghana                | 1. Abidżan 2. Lagos 3. Lomé                     |
| Turkish Airlines Cargo   | 1. Maastricht Aachen 2. Stambuł-Atatürk         |

## Wypadki i incydenty
- 5 października 2010 samolot Turkish Airlines obciął skrzydło samolotu Lufthansy na płycie lotniska w Porcie lotniczym Akra. Winglet samolotu Lufthansy został uszkodzony i musiał zostać wymieniony.
- 2 czerwca 2012 samolot transportowy Boeing 727 nigeryjskiej Allied Air nie zdołał wyhamować na pasie lądowania i wypadając na jego końcu uderzył w jadącego busa. Śmierć poniosło 10 pasażerów busa, natomiast załoga samolotu została ranna[8].